# 土田稔
土田 稔（つちだ みのる、1955年6月23日 - ）は、日本中央競馬会（JRA）・美浦トレーニングセンターの調教師。北海道出身。

## 来歴
1978年から大久保洋吉厩舎で調教助手を務める。1992年JRA調教師免許試験に合格し、翌年に美浦トレセンで開業する。1997年10月10日に行われたマイルチャンピオンシップ南部杯でタイキシャーロックが勝利し、厩舎として初のG1レース出走で重賞&G1初優勝となった。
1998年9月12日に行われたエルムステークスでタイキシャーロックが勝利し、JRA重賞初制覇。
2004年に競馬施行規程で禁止されている名義貸しを防止する責務を怠ったとして7月29日から10月28日の3ヶ月間調教停止となった。管理馬38頭は師匠である大久保洋吉厩舎へ一時的に転厩となった。11月14日の東京12Rで勝利し、JRA通算200勝を達成。
2014年7月27日に福島3Rで勝利し、JRA通算300勝を達成。

## 調教師成績

### 概要
|                | 日付           | 競馬場・開催  | 競走名                         | 馬名               | 頭数 | 人気 | 着順 |
| -------------- | -------------- | ------------- | ------------------------------ | ------------------ | ---- | ---- | ---- |
| 初出走         | 1993年3月7日   | 2回中山4日1R  | 4歳未勝利                      | カールフェニックス | 14頭 | 6    | 10着 |
| 初勝利         | 1993年4月3日   | 3回中山3日12R | 4歳以上500万下                 | ビークエスト       | 16頭 | 2    | 1着  |
| 重賞初出走     | 1993年3月21日  | 2回中山8日11R | 日経賞                         | ブリザード         | 12頭 | 10   | 9着  |
| 重賞・G1初勝利 | 1997年10月10日 | 7回盛岡4日10R | マイルチャンピオンシップ南部杯 | タイキシャーロック | 12頭 | 2    | 1着  |

## 主な管理馬
※括弧内は当該馬の優勝重賞競走、太字はGI級競走。
- タイキシャーロック（1997年マイルチャンピオンシップ南部杯、1998年エルムステークス、浦和記念）
- タイキバカラ（2004年クリスタルカップ）
- タイキレーザー（2008年東京オータムジャンプ）
- ハイランドピーク（2018年エルムステークス）

## 主な厩舎所属者
- 清水英克（1993年-2004年、2005年 調教助手）
- 郷原洋司（2011年- 調教助手）
- 嶋田高宏（調教助手）